# James Reilly (ruimtevaarder)
James Francis Reilly (Mountain Home Air Force Base, 18 maart 1954) is een Amerikaans voormalig ruimtevaarder. Reilly zijn eerste ruimtevlucht was STS-89 met de spaceshuttle Endeavour en vond plaats op 23 januari 1998. Tijdens de missie werd het Russische ruimtestation Mir bezocht en werd er onderzoek gedaan.
Reilly maakte deel uit van NASA Astronautengroep 15. Deze groep van 19 ruimtevaarders begon hun training in 1994 en had als bijnaam The Flying Escargot.
In totaal heeft Reilly drie ruimtevluchten op zijn naam staan. Tijdens zijn missies maakte hij in totaal vijf ruimtewandelingen. In 2008 verliet hij NASA en ging hij als astronaut met pensioen.